# ロベール・エティエンヌ

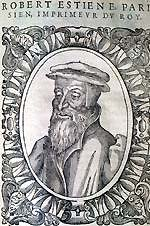
ロベール・エティエンヌ

ロベール・エティエンヌ（仏: Robert Estienne、1503年頃 - 1559年9月7日）は、フランス、パリ大学の古典学者であり、印刷業者である。公認底本 (Textus Receptus) と呼ばれたギリシア語聖書に元になったギリシア語聖書を出版した一人であり、16世紀以降のプロテスタント圏における聖書の翻訳・出版の自立、その黎明期を支えた人物の一人。ラテン語名ではロベルトゥス・ステファヌス（Robertus Stephanus）と称した。
父である初代アンリ・エティエンヌに始まる、高名な印刷業一族であるエティエンヌ一族の一人であり、弟のシャルル・エティエンヌも名を馳せた印刷業者であった他、息子のアンリ・エティエンヌ（ヘンリクス・ステファヌス）は、現在でもプラトン全集の共通底本となっている「ステファヌス版」を出版した人物として有名。

## 生涯
1503年、ユマニスト印刷業者として有名な初代アンリ・エティエンヌの次男としてパリに生まれ、ギリシア語、ラテン語といった古典言語に親しみながら育つ。
1520年、父アンリが死亡した後は、義父シモン・ド・コリーヌが印刷工房を支える。
1526年、シモンが自身の印刷工房を開設したのに伴い、父の印刷工房を継ぐ。
1550年、ウルガータの出版を巡るカトリック聖職者たちとの軋轢を避けてジュネーヴへ亡命。
1559年、ジュネーヴにて死亡。

## 業績
パリの印刷業者であったエティエンヌはギリシア語聖書を、1546年に第1版、1549年に第2版、1550年に第3版と、3つの版でパリにおいて出版した。特に、第3版はフランス政府の費用であつらえた活字を用いた高級なフォリオ版の印刷であり、批評資料欄（アパラタス）を備えた最初のギリシア語聖書であった。エティエンヌは各ページの内側の余白に、ベザ写本を中心にして、14のギリシア語の異読とコンプルトゥム・ポリグロットの読み方を多数記入した。
その後、ジュネーヴに移り、ギリシア語聖書の第4版を1551年に出版した。この聖書はギリシア語本文の両側に、ウルガータとエラスムス訳の2つのラテン語訳聖書を配置した。この第4版で初めて、本文が節に区切られた。これは、今日ほとんどの聖書で用いられている節区分である。エティエンヌの息子の証言によると、パリからリヨンの旅行中に節区分をした。ステファヌスはジュネーヴでプロテスタント教徒として晩年を過ごした。
1553年には、ジュネーヴのフランス人印刷業者ジャン・クレパンが、エティエンヌのギリシア語聖書の第3版（フォリオ）を6箇所変更して、小さな体裁で出版した（クレパン聖書）。1557年にイングランドから亡命したプロテスタント神学者によるジュネーヴ聖書は、エティエンヌの第3版（フォリオ版）かクレパンの聖書を底本に用いている。

## 死後の影響・評価
1559年にエティエンヌは死去するが、そのギリシア語訳聖書は多くの神学者や聖書翻訳者に影響を与えた。カルヴァンの後継者であるテオドール・ド・ベーズがエティエンヌのギリシア語訳聖書の第4版とほぼ同じのギリシア語聖書を、1565年から1604年にかけて、9つの版を出版した。ベーズのギリシア語聖書は1611年のイングランド王ジェームズ1世の欽定訳聖書 (King James Version) の底本になった。
1624年にネーデルラントのライデンの印刷業者エルセフィル兄弟が小型のギリシア語聖書を出版した。これは、ベーズのギリシア語聖書を基本にしている。1633年には、「すべての人に受け入れられた本文 (Textus Receptus)」と書かれた。エティエンヌ、ベーズ、エルセフィル兄弟たちのギリシア語聖書が「唯一かつ真正の本文」になり、公認定本（テクステトゥス・レセプトゥス）という名称が生じた。以降1881年の欽定訳聖書の改訂版発行まで、プロテスタントの主要なヨーロッパ語訳は公認定本を底本にしている。